# Allande
Allande – gmina w Hiszpanii, w prowincji Asturia, w Asturii, o powierzchni 342,24 km². W 2011 roku gmina liczyła 1939 mieszkańców.